# Luis Alberto Romero Alconchel
Luis Alberto Romero Alconchel, meglio noto come Luis Alberto (San José del Valle, 28 settembre 1992), è un calciatore spagnolo, centrocampista dell'Al-Duhail.

## Caratteristiche tecniche
Soprannominato Il Mago, Luis Alberto è un trequartista dotato di un'ottima visione di gioco ed è bravo a lanciare il pallone in profondità per i compagni oltre che a servire loro assist anche tramite passaggi filtranti rasoterra verticali. Considerato tra i migliori trequartisti della sua generazione, si distingue anche in fase di recupero palla ed è molto pericoloso in fase di ripartenza. Di piede destro, sa usare anche il sinistro, in più è un buon crossatore e tiratore da fuori area e di calci piazzati, tanto che in più occasioni tenta di segnare da calcio d'angolo. È un calciatore imprevedibile, dotato tecnicamente, con buon fiuto del gol, con un buon dribbling e che grazie alla sua duttilità tattica può ricoprire altri ruoli tra cui la mezzala, in cui lo ha spostato Simone Inzaghi durante la militanza nella Lazio.

## Carriera

### Club

#### Siviglia e il prestito al Barcellona B

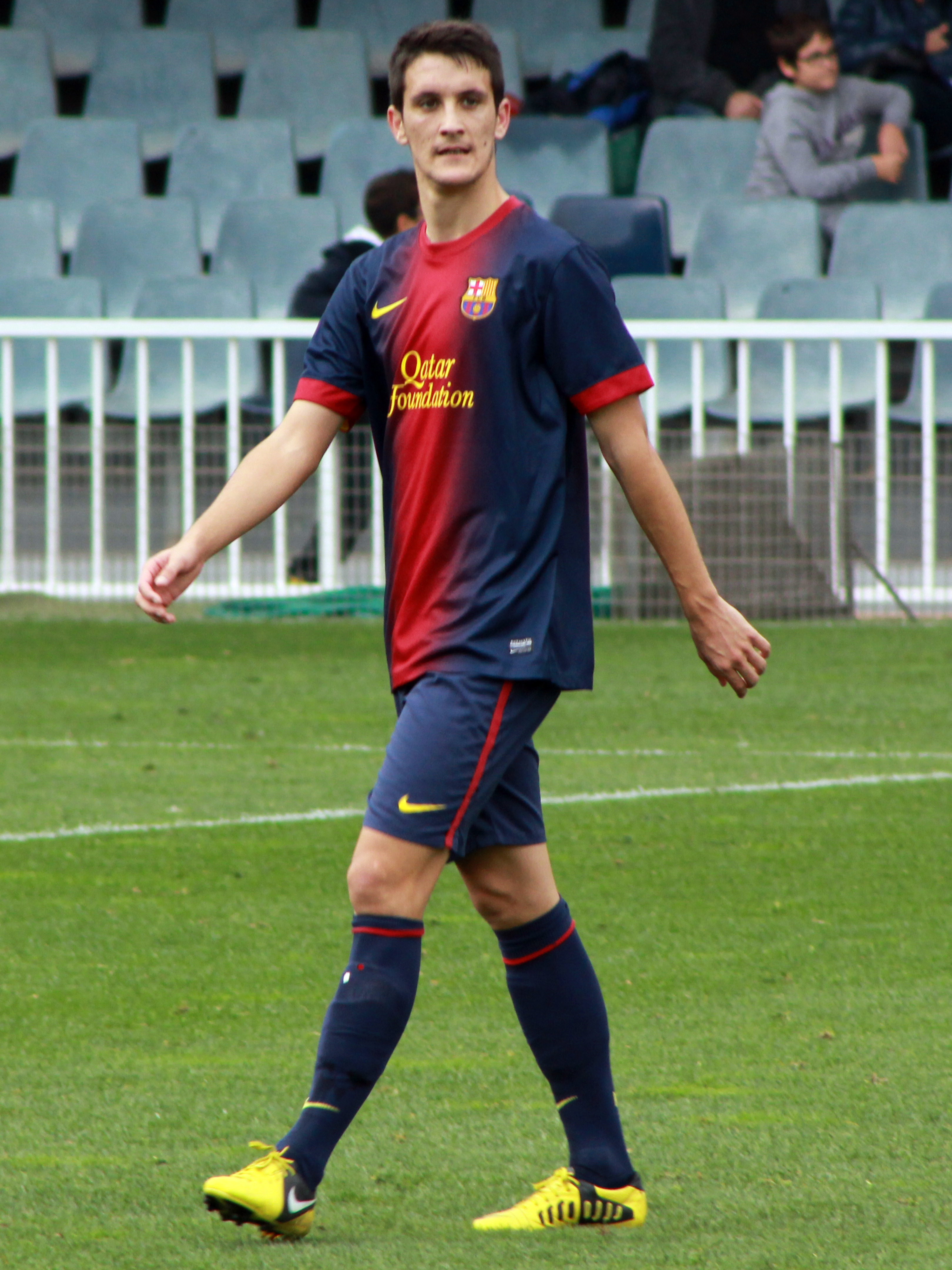
Luis Alberto, nel 2012, ai tempi del prestito al

Dopo aver passato alcuni anni nello Xerez viene poi acquistato dal Siviglia, nel quale passa cinque anni nelle giovanili. Nel 2009 viene inserito nella rosa del Siviglia Atlético, seconda squadra del club di Siviglia. In tale squadra rimane fino al 2012 andando a totalizzare 77 presenze e 25 reti in Segunda División B.
Il 10 novembre 2010 disputa la sua prima partita con la maglia della prima squadra in occasione dei sedicesimi di finale contro il Real Unión, partita vinta col punteggio di 6-1; il 16 aprile 2011 gioca il suo primo match in Primera División in occasione della trasferta persa per 1-0 contro il Getafe. Chiude la sua prima stagione da professionista con un bottino di tre presenze.
Nella stagione 2012-2013 viene ceduto, in prestito, al Barcellona B che durante la stagione valuterà se mantenerlo nell'organico. L'esordio arriva il 2 settembre 2012 in occasione della vittoria casalinga per 2-0 contro il Sabadell. Sei giorni più tardi mette a segno la sua prima rete con la maglia blaugrana in occasione della trasferta vinta per 0-1 contro il Guadalajara. Chiude la stagione con un totale di 38 presenze e 11 reti risultando essere uno dei giocatori più utilizzati della squadra e il secondo miglior marcatore stagionale dietro a Gerard Deulofeu.

#### Liverpool e i vari prestiti
Nel luglio 2013, dopo l'ottima stagione passata tra le file del Barcellona B, il Siviglia accetta l'offerta da parte dagli inglesi del Liverpool di quasi 8 milioni di euro. L'esordio con la maglia dei Reds arriva il 27 agosto 2013 in occasione del 2º turno di Football League Cup vinto, ai tempi supplementari, contro il Notts County per 4-2. Invece il 1º settembre successivo disputa la sua prima partita in Premier League in occasione della vittoria casalinga per 1-0 contro il Manchester Utd. Chiude la sua prima stagione in terra inglese con un totale di 12 presenze.
Il 26 giugno 2014 viene ceduto, a titolo temporaneo, al Malaga facendo così ritorno in Spagna. L'esordio con la maglia delle boquerones arriva il 23 agosto successivo in occasione della partita casalinga contro l'Athletic Bilbao dove proprio lui mette a segno il gol partita che permette ai suoi di vincere il match per 1-0. Conclude l'esperienza al Malaga andando a totalizzare 20 presenze e 2 reti.
Il 5 luglio 2015 si trasferisce, sempre con la formula del prestito, al Deportivo La Coruña, rimanendo di fatto nel suo paese natio. L'esordio arriva il 30 agosto successivo in occasione del pareggio per 1-1 contro il Valencia. Il 14 settembre 2015 mette a segno la sua prima rete con indosso la nuova maglia in occasione della trasferta vinta per 1-3 contro il Rayo Vallecano. Conclude il prestito con un bottino di 31 presenze e 6 reti.

#### Lazio

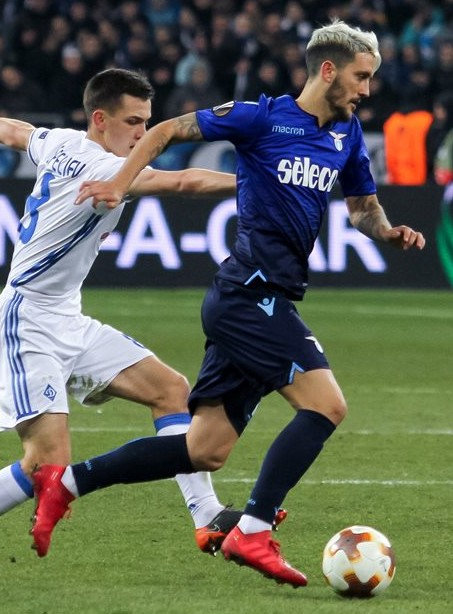
Luis Alberto, nel 2018, con la maglia della

Il 31 agosto 2016 viene acquistato per una cifra vicina ai 5 milioni di euro dalla Lazio, allenata da Simone Inzaghi. Sceglie la maglia numero 18. Esordisce in Serie A il 20 settembre successivo in occasione della trasferta persa 2-0 contro il Milan, entrando a pochi minuti dalla fine. Il 15 aprile 2017 mette a segno la sua prima marcatura in occasione della trasferta pareggiata 2-2 contro il Genoa, siglando il gol che chiude la partita. Il 17 maggio disputa la finale di Coppa Italia, perdendo 2-0 con la Juventus. Conclude la sua prima stagione in Italia con un bottino di 10 presenze e 1 rete. Durante la stagione ha reso noto d'aver pensato di ritirarsi (in particolare tra febbraio e marzo) dal calcio giocato.
Il 13 agosto 2017 vince il suo primo titolo in maglia biancoceleste, grazie anche a una sua buona prestazione, nella partita valida per l'assegnazione della Supercoppa italiana 2017, vinta dalla Lazio contro la Juventus per 3-2; Il 14 settembre successivo disputa la sua prima partita di Europa League in occasione della trasferta vinta per 2-3 contro gli olandesi del Vitesse. Il 1º ottobre mette a segno la sua prima doppietta in Serie A in occasione della vittoria casalinga per 6-1 contro il Sassuolo. Il 23 novembre successivo realizza la sua prima rete in Europa League in occasione del pareggio interno per 1-1 contro il Vitesse. Chiude la stagione con 47 presenze e 12 reti messe a segno. In Serie A ha totalizzato 14 assist, risultando essere il calciatore che ne ha forniti di più; l'ultimo a servire altrettanti assist era stato Marek Hamšík nella stagione 2012-2013.
Dopo una stagione 2018-2019 sottotono in cui ha indossato la maglia numero 10 dopo la partenza di Felipe Anderson, e ha comunque vinto la Coppa Italia, l'anno successivo torna protagonista in positivo contribuendo al campionato di vertice della Lazio, andando anche a segno in occasione della finale di Supercoppa Italiana, vinta 3-1 contro la Juventus. Nella stagione 2020-21 è ancora titolare nel centrocampo della squadra di Simone Inzaghi; alla 18ª giornata segna una doppietta nel derby vinto 3-0.
Il 19 settembre 2023, nei minuti finali della partita della fase a gironi di UEFA Champions League contro l'Atlético Madrid, è autore dell'assist per il gol del portiere Ivan Provedel, che sigla l'1-1 definitivo. Nell'arco della stagione, è il vice-capitano dei biancocelesti. Tuttavia il 12 aprile 2024, nel corso di un'intervista a DAZN, Luis Alberto ha dichiarato di voler rescindere il proprio contratto con il club biancoceleste, valido fino al 30 giugno 2027, al termine della stagione; a seguito di queste dichiarazioni, ha perso i gradi di vice-capitano.

#### Al-Duhail
L'11 giugno 2024, viene ufficializzata la sua cessione a titolo definitivo all'Al-Duhail, nella massima serie qatariota, per 12 milioni di euro, più bonus e il 25% di una futura rivendita a favore del Liverpool; il giocatore firma un contratto triennale da 8 milioni di euro all'anno con il club, con decorrenza dal 1º luglio dello stesso anno.

### Nazionale
Il 3 novembre 2017 viene convocato nella nazionale maggiore da Julen Lopetegui per le partite amichevoli contro Russia e Costa Rica. L'esordio avviene contro la Costa Rica otto giorni più tardi. Il 4 ottobre 2019 torna tra i convocati della selezione iberica in vista delle sfide contro Norvegia e Svezia, senza venire impiegato in nessuna delle due gare.

## Statistiche

### Presenze e reti nei club
Statistiche aggiornate al 7 luglio 2025.
| Stagione                 | Squadra                  | Campionato               | Campionato | Campionato | Coppe nazionali | Coppe nazionali | Coppe nazionali | Coppe continentali | Coppe continentali | Coppe continentali | Altre coppe | Altre coppe | Altre coppe | Totale | Totale | Totale |
| Stagione                 | Squadra                  | Comp                     | Pres       | Reti       | Comp            | Pres            | Reti            | Comp               | Pres               | Reti               | Comp        | Pres        | Reti        | Pres   | Reti   |        |
| ------------------------ | ------------------------ | ------------------------ | ---------- | ---------- | --------------- | --------------- | --------------- | ------------------ | ------------------ | ------------------ | ----------- | ----------- | ----------- | ------ | ------ | ------ |
| 2009-2010                | Siviglia Atlético        | SDB                      | 15         | 3          | -               | -               | -               | -                  | -                  | -                  | -           | -           | -           | 15     | 3      |        |
| 2010-2011                | Siviglia Atlético        | SDB                      | 31+3       | 15+1       | -               | -               | -               | -                  | -                  | -                  | -           | -           | -           | 34     | 16     |        |
| 2011-2012                | Siviglia Atlético        | SDB                      | 31         | 7          | -               | -               | -               | -                  | -                  | -                  | -           | -           | -           | 31     | 7      |        |
| Totale Siviglia Atlético | Totale Siviglia Atlético | Totale Siviglia Atlético | 77+3       | 25+1       |                 | -               | -               |                    | -                  | -                  |             | -           | -           | 80     | 26     |        |
| 2010-2011                | Siviglia                 | PD                       | 2          | 0          | CR              | 1               | 0               | UCL+UEL            | 0                  | 0                  | SS          | 0           | 0           | 3      | 0      |        |
| 2011-2012                | Siviglia                 | PD                       | 5          | 0          | CR              | 1               | 0               | UEL                | 0                  | 0                  | -           | -           | -           | 6      | 0      |        |
| Totale Siviglia          | Totale Siviglia          | Totale Siviglia          | 7          | 0          |                 | 2               | 0               |                    | -                  | -                  |             | -           | -           | 9      | 0      |        |
| 2012-2013                | Barcellona B             | SD                       | 38         | 11         | -               | -               | -               | -                  | -                  | -                  | -           | -           | -           | 38     | 11     |        |
| 2013-2014                | Liverpool                | PL                       | 9          | 0          | FACup+CdL       | 2+1             | 0               | -                  | -                  | -                  | -           | -           | -           | 12     | 0      |        |
| 2014-2015                | Malaga                   | PD                       | 15         | 2          | CR              | 5               | 0               | -                  | -                  | -                  | -           | -           | -           | 20     | 2      |        |
| 2015-2016                | Deportivo La Coruña      | PD                       | 29         | 6          | CR              | 2               | 0               | -                  | -                  | -                  | -           | -           | -           | 31     | 6      |        |
| 2016-2017                | Lazio                    | A                        | 9          | 1          | CI              | 1               | 0               | -                  | -                  | -                  | -           | -           | -           | 10     | 1      |        |
| 2017-2018                | Lazio                    | A                        | 34         | 11         | CI              | 3               | 0               | UEL                | 9                  | 1                  | SI          | 1           | 0           | 47     | 12     |        |
| 2018-2019                | Lazio                    | A                        | 27         | 4          | CI              | 5               | 1               | UEL                | 5                  | 1                  | -           | -           | -           | 37     | 6      |        |
| 2019-2020                | Lazio                    | A                        | 36         | 6          | CI              | 0               | 0               | UEL                | 4                  | 0                  | SI          | 1           | 1           | 41     | 7      |        |
| 2020-2021                | Lazio                    | A                        | 34         | 9          | CI              | 0               | 0               | UCL                | 6                  | 0                  | -           | -           | -           | 40     | 9      |        |
| 2021-2022                | Lazio                    | A                        | 34         | 5          | CI              | 2               | 0               | UEL                | 8                  | 0                  | -           | -           | -           | 44     | 5      |        |
| 2022-2023                | Lazio                    | A                        | 35         | 6          | CI              | 2               | 0               | UEL+UECL           | 4+3                | 1+0                | -           | -           | -           | 44     | 7      |        |
| 2023-2024                | Lazio                    | A                        | 33         | 5          | CI              | 2               | 0               | UCL                | 8                  | 0                  | SI          | 1           | 0           | 44     | 5      |        |
| Totale Lazio             | Totale Lazio             | Totale Lazio             | 242        | 47         |                 | 15              | 1               |                    | 47                 | 3                  |             | 3           | 1           | 307    | 52     |        |
| 2024-2025                | Al-Duhail                | QSL                      | 21         | 2          | QSC+EQC         | 7+1             | 2+0             | -                  | -                  | -                  | CQ          | 2           | 0           | 31     | 4      |        |
| Totale carriera          | Totale carriera          | Totale carriera          | 441        | 94         |                 | 35              | 3               |                    | 47                 | 3                  |             | 5           | 1           | 528    | 101    |        |

### Cronologia presenze e reti in nazionale
| Cronologia completa delle presenze e delle reti in nazionale ― Spagna | Cronologia completa delle presenze e delle reti in nazionale ― Spagna | Cronologia completa delle presenze e delle reti in nazionale ― Spagna | Cronologia completa delle presenze e delle reti in nazionale ― Spagna | Cronologia completa delle presenze e delle reti in nazionale ― Spagna | Cronologia completa delle presenze e delle reti in nazionale ― Spagna | Cronologia completa delle presenze e delle reti in nazionale ― Spagna | Cronologia completa delle presenze e delle reti in nazionale ― Spagna |
| Data                                                                  | Città                                                                 | In casa                                                               | Risultato                                                             | Ospiti                                                                | Competizione                                                          | Reti                                                                  | Note                                                                  |
| --------------------------------------------------------------------- | --------------------------------------------------------------------- | --------------------------------------------------------------------- | --------------------------------------------------------------------- | --------------------------------------------------------------------- | --------------------------------------------------------------------- | --------------------------------------------------------------------- | --------------------------------------------------------------------- |
| 11-11-2017                                                            | Malaga                                                                | Spagna                                                                | 5 – 0                                                                 | Costa Rica                                                            | Amichevole                                                            | -                                                                     | 74’                                                                   |
| Totale                                                                |                                                                       | Presenze                                                              | 1                                                                     |                                                                       | Reti                                                                  | 0                                                                     |                                                                       |

## Palmarès

### Club
- Supercoppa italiana: 2

Lazio: 2017, 2019
- Coppa Italia: 1

Lazio: 2018-2019

### Individuale
- Gran Galà del calcio AIC: 1

Squadra dell'anno: 2020